# William Huggins
William Huggins (Londres, 7 de fevereiro de 1824 — Londres, 12 de maio de 1910) foi um astrónomo britânico.
Construiu um observatório privado no número 90 de Tulse Hill, ao sul de Londres, onde levou a cabo um extenso trabalho de observação das linhas de absorção e de emissão espectrais de vários corpos celestes. Foi o primeiro a distinguir entre nebulosas e galáxias, mostrando como algumas (como Orion) têm espectros característicos dos gases, enquanto que outras, como Andrómeda tem espectros característicos das estrelas. Foi também o primeiro a tentar medir a velocidade radial das estrelas.
Casou-se com Margaret Lindsay Huggins, uma astrónoma que apoiou o trabalho fotográfico de Huggins e o ajudou a sistematizar as suas investigações.
Huggins presidiu a Royal Society entre 1900 e 1905.
Está enterrado no cemitério de Golders Green.

## Condecorações
Prémios
- Medalha de Ouro da Royal Astronomical Society (1867 com William Allen Miller, 1885) [1]
- Medalha Copley (1898)
- Medalha Henry Draper (1901)
- Medalha Bruce (1904)

Epónimos
- Uma cratera da Lua leva o seu nome.
- Uma cratera de Marte leva o seu nome.
- Asteroide 2635 Huggins

## Publicações
- Spectrum analysis in its application to the heavenly bodies. Manchester, 1870
- (com Lady Margaret Lindsay Huggins): An atlas of representative stellar spectra from [lambda] 4870 to [lambda] 3300, together with a discussion of the evolution order of the stars, and the interpretation of their spectra; preceded by a short history of the observatory. Londres, 1899

(Publicacões do Observatório Sir William Huggins; v. 1)
- The Royal Society, or, Science in the state and in the schools. Londres, 1906.
- The scientific papers of Sir William Huggins; editado por Sir William y Lady Huggins. Londres, 1909 (Publicações do Observatório; v. 2)